# Comté métropolitain
 (février 2025).
Si vous disposez d'ouvrages ou d'articles de référence ou si vous connaissez des sites web de qualité traitant du thème abordé ici, merci de compléter l'article en donnant les références utiles à sa vérifiabilité et en les liant à la section « Notes et références ».

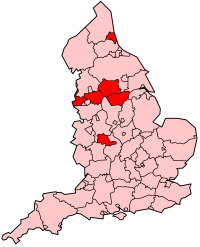
Carte des six comtés métropolitains de l'Angleterre.

Un comté métropolitain (en anglais : metropolitan county) est un type de subdivision de l'Angleterre. Il en existe six qui couvrent principalement des aires urbaines : 
- Grand Manchester (Manchester)
- Merseyside (Liverpool),
- Yorkshire du Sud (Sheffield),
- Tyne and Wear (Newcastle upon Tyne),
- Midlands de l'Ouest (Birmingham)
- Yorkshire de l'Ouest (Leeds)

Les comtés métropolitains sont créés en 1974 et sont eux-mêmes divisés en districts métropolitains.

## Administration
Contrairement aux comtés non métropolitains, les comtés métropolitains ne disposent pas de county council (conseil de comté) et sont donc gérés au niveau des districts métropolitains par les district councils qui sont eux aussi composés d'élus. Leur structure est donc unitaire.